# 788-as busz
A 788-as jelzésű regionális autóbusz Zsámbék, autóbusz-forduló és Herceghalom, Liget utca között közlekedik, kizárólag munkanapokon. A viszonylatot a MÁV Személyszállítási Zrt. üzemelteti.

## Megállóhelyei
Az átszállási kapcsolatok között az azonos útvonalon közlekedő 791-es busz (Budapest–Herceghalom) nincs feltüntetve.
| 0  | Zsámbék, autóbusz-forduló végállomás | 12 | 770, 774, 775, 778, 779, 783, 784, 785, 786, 787, 789, 791, 795, 798, 799, 8423 1853 |
| 16 | Herceghalom, Liget utca végállomás   | 0  | 791                                                                                  |